# Широколисни ветрогон
Широколисни ветрогон или шиорколисна сухоперка (лат. Eriophorum latifolium) је реликтна врста која припада фимилији Cyperaceae. Род Eriophorum обухвата 15 врста од којих четири расту на територији Републике Србије (E. latifolium, E. angustifolium, E. gracile и E. vaginatum). Име рода потиче од старогрчке речи за вуну и носити, због дугих перигонских длака.
Широколисни ветрогон је вишегодишња зељаста биљка са крактим ризомом и без столона. Стабљике су висине до 20 cm, глатке и троугласте. Листови су широко линеарни или ланцетасти, скоро пљосанти. У доњем делу листови су широки, а са доње стране са малим гребеном. Плеве су издужено јајасте, тамно сиве и са једним, белим средњим нервом. Перигонске чекиње су беле са разгранатим врхом. Цветови се налазе у класићима, којих има до 12, а цветне дршке су неједнаке, најчешће полегле Плодови су издужени, тространи и мрки. Биљка цвета од априла до јуна.
Природни ареал широколисног ветрогона обухвата скоро целу Европу, Малу Азију, Кавказ, Сибир и Северну Америку. Врста је код нас распрострањена и забележена је у мочварама, замочвареним ливадама и тресавама.

## Галерија
- Станиште биљке
- Станиште биљке
- Хабитус